# HD 211415
HD 211415 è una stella nella costellazione della Gru di magnitudine 5,33, distante 45 anni luce dalla Terra. Nel 2006 la stella fu identificata dall'astrobiologa Margaret Turnbull come una delle stelle vicine più promettenti in grado di ospitare pianeti extrasolari abitabili, di interesse prioritario nelle ricerche di vita extraterrestre del SETI, assieme a β Canum Venaticorum, HD 10307, 18 Scorpii, e 51 Pegasi.

## Osservazione
HD 211415 si trova a sud di Al Nair (α Gruis) e δ Gruis, e a sud ovest di β Tucanae e nord di α Tucanae, alla declinazione di −53°, in una posizione fortemente meridionale e ciò comporta che la stella sia osservabile prevalentemente dall'emisfero sud, dove si presenta circumpolare anche da gran parte delle regioni temperate; dall'emisfero nord la sua visibilità è invece limitata alle regioni temperate inferiori e alla fascia tropicale, più a sud del parallelo 37º N. La sua magnitudine pari a 5,33 fa sì che possa essere scorta solo con un cielo sufficientemente libero dagli effetti dell'inquinamento luminoso. Il periodo più propizio per la sua osservazione nel cielo serale ricade nei mesi compresi fra settembre e gennaio.

## Caratteristiche fisiche
HD 211415 è una stella binaria costituita da una nana gialla e una nana rossa visivamente separate da 3 secondi d'arco, che alla distanza in cui si trova il sistema corrispondono una separazione effettiva di circa 40 UA. La stella gialla di tipo spettrale G0V, è un analogo solare, con una temperatura superficiale molto simile a quella solare, di 5846 K, e della stessa massa e luminosità. 
L'abbondanza di elementi più pesanti dell'elio, chiamata metallicità, è inferiore a quella del Sole; le stime a tal proposito vanno dal 49 al 64%. Altri metalli come cobalto, rame, nichel, zinco e magnesio sono anch'essi presenti in misura notevolmente minore che nel Sole; il magnesio in particolare è presente in una quantità pari al 38% di quello presente nella nostra stella. Questo impoverimento è meno pronunciato in elementi rari come europio, neodimio e cerio. 
Non c'è certezza assoluta tra gli astronomi sull'età del sistema, anche se pare che sia un po' più giovane del Sole; nel 2008 Mamajek et al.  stimarono l'età da 2,6 a 4,1 miliardi di anni usando due differenti metodi, mentre nel 2004 la Turnbull l'aveva stimata in 3,3 miliardi di anni, stima compatibile con la media delle osservazioni di Mamajek.
La stella secondaria è una nana rossa poco conosciuta, che dovrebbe avere una massa del 50-60% di quella del Sole, un raggio pari al 56% e una luminosità del 1,8% della luminosità solare.